# Šlejferna
Šlejferna je rybník zhruba obdélníkovitého tvaru o rozměrech asi 380 × 220 m a o rozloze vodní plochy asi 8,2 ha. Nachází se na říčce Klenice asi 200 m jihovýchodně od vesnice Ošťovice v okrese Jičín. Po hrázi rybníka vede silnice I. třídy č. I/16 spojující Mladou Boleslav s Jičínem. Šlejferna je pozůstatkem někdejší rozsáhlé rybniční soustavy nalézající se na říčce Klenice v okolí městečka Dolní Bousov. Rybník je zakreslen na mapovém listě č. 59 z prvního vojenského mapování z let 1764–1768.
Rybník je využíván pro chov ryb. 

## Galerie

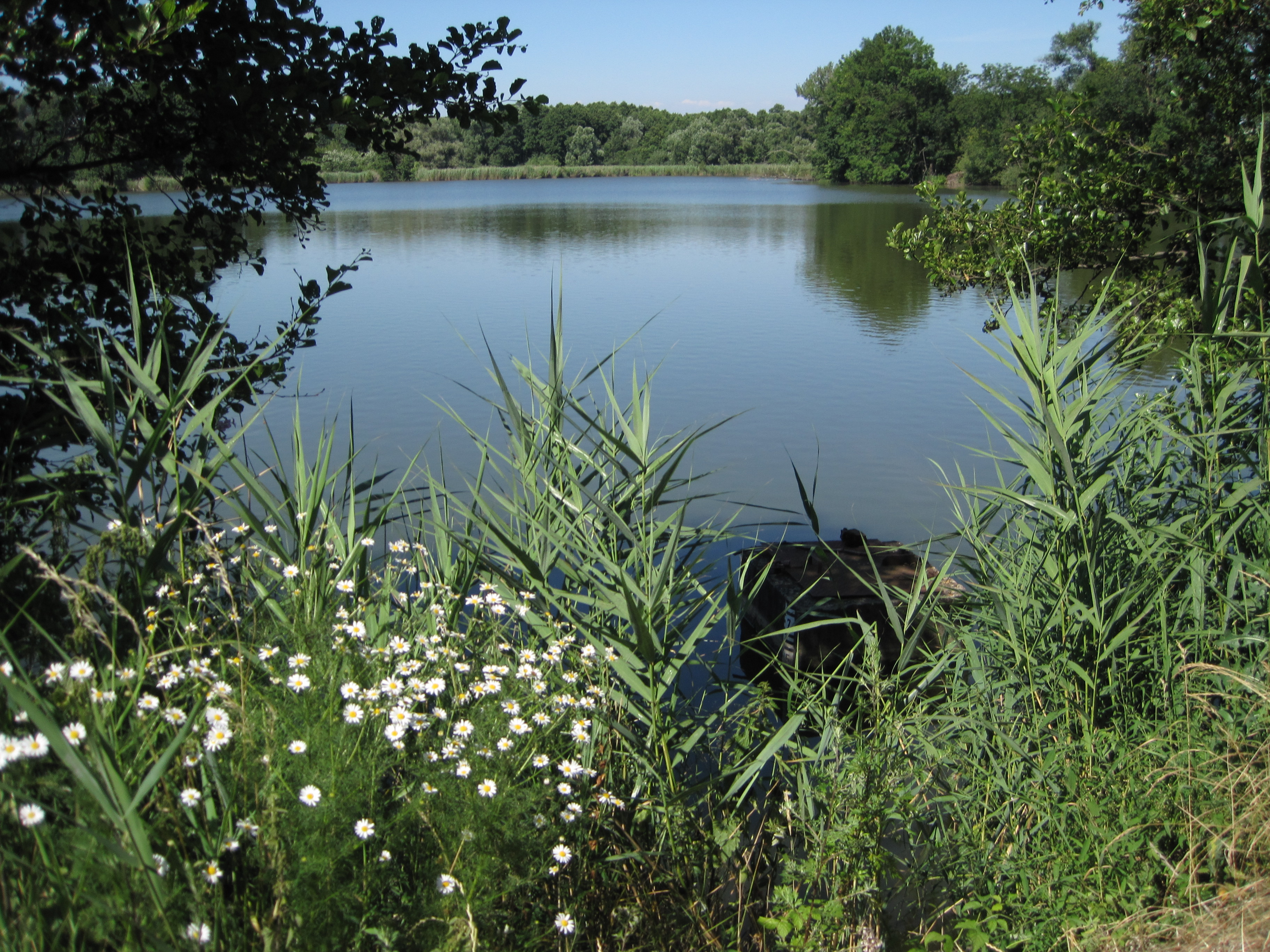
pohled na rybník Šlejferna
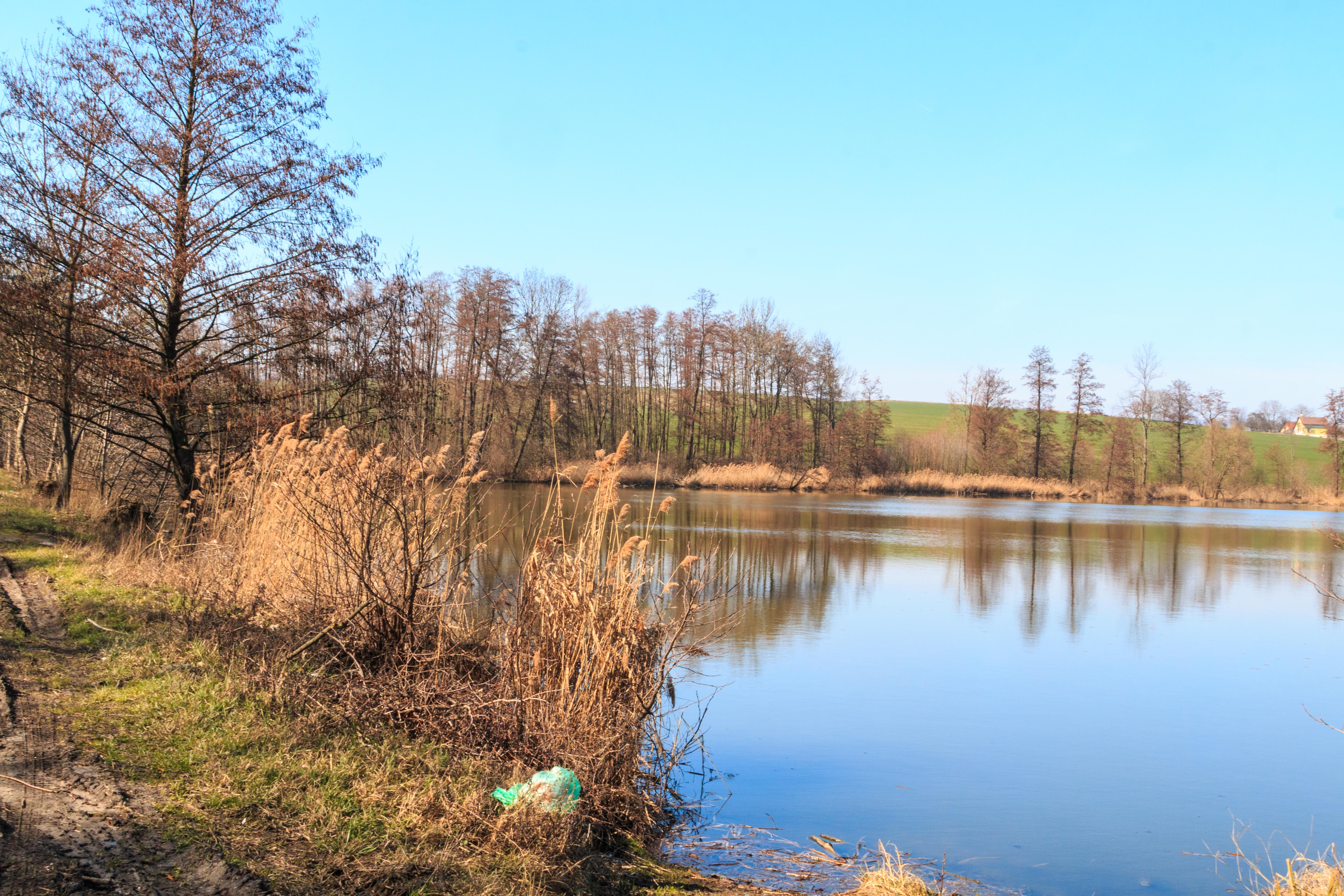
pohled na rybník Šlejferna
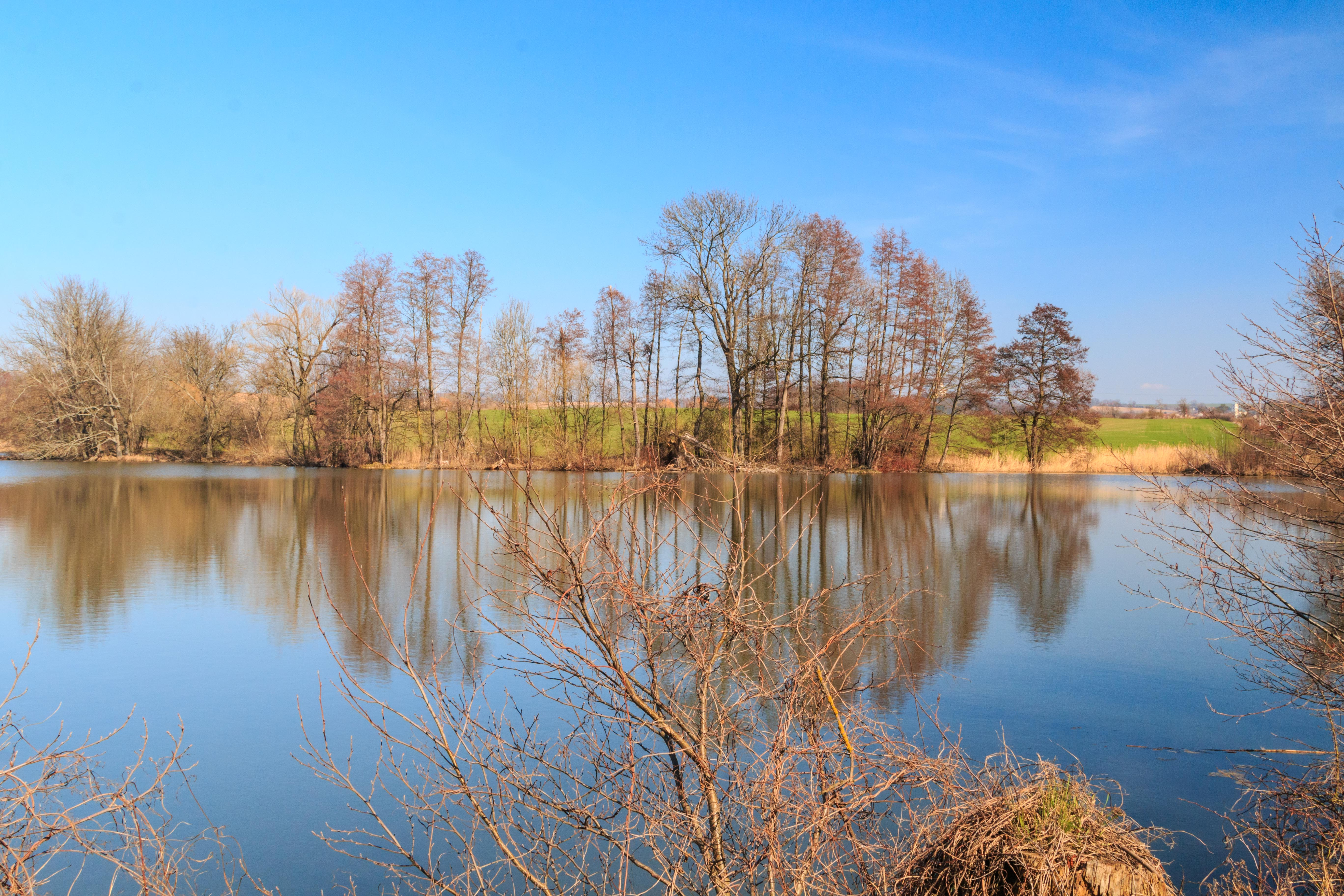
pohled na rybník Šlejferna
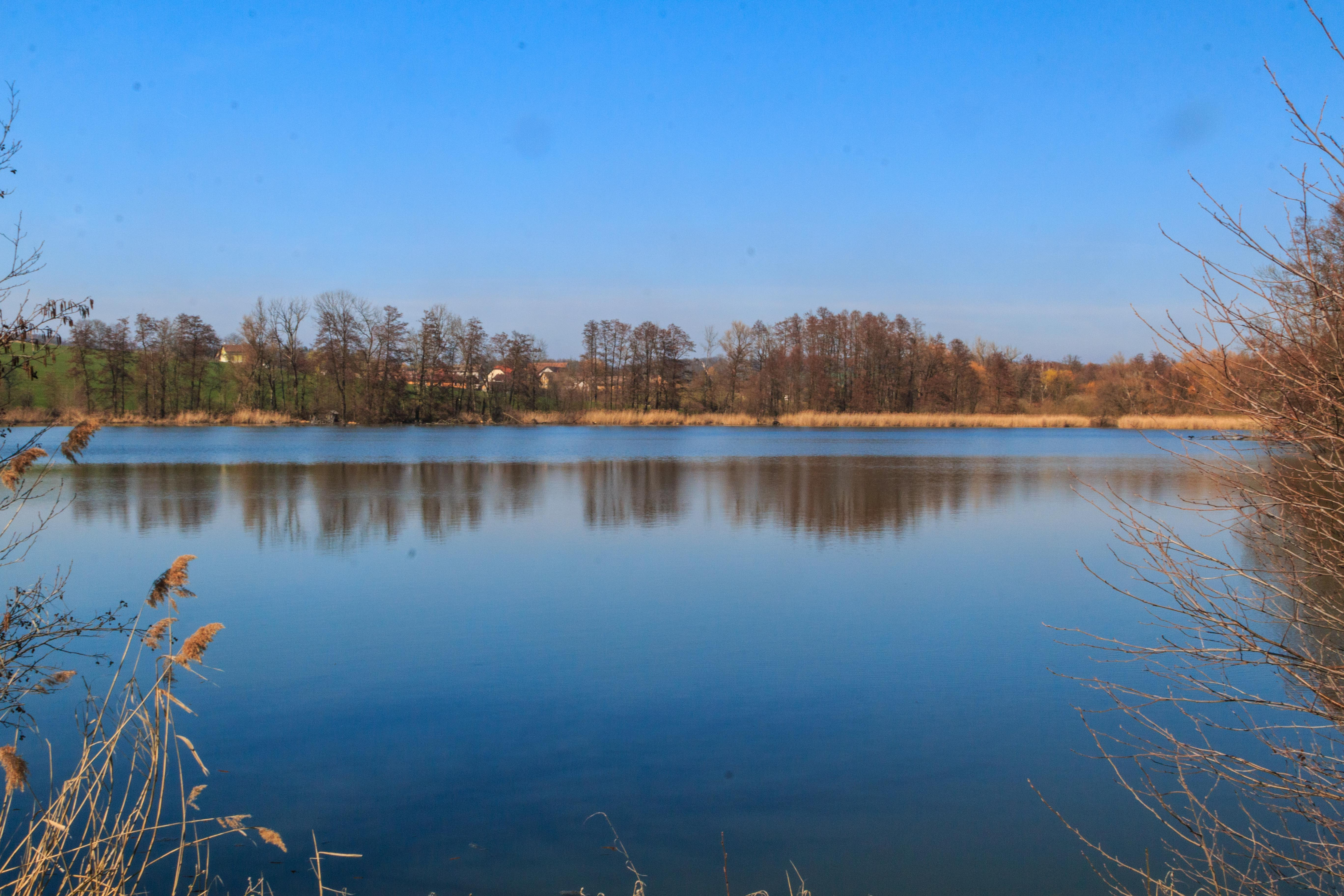
pohled na rybník Šlejferna
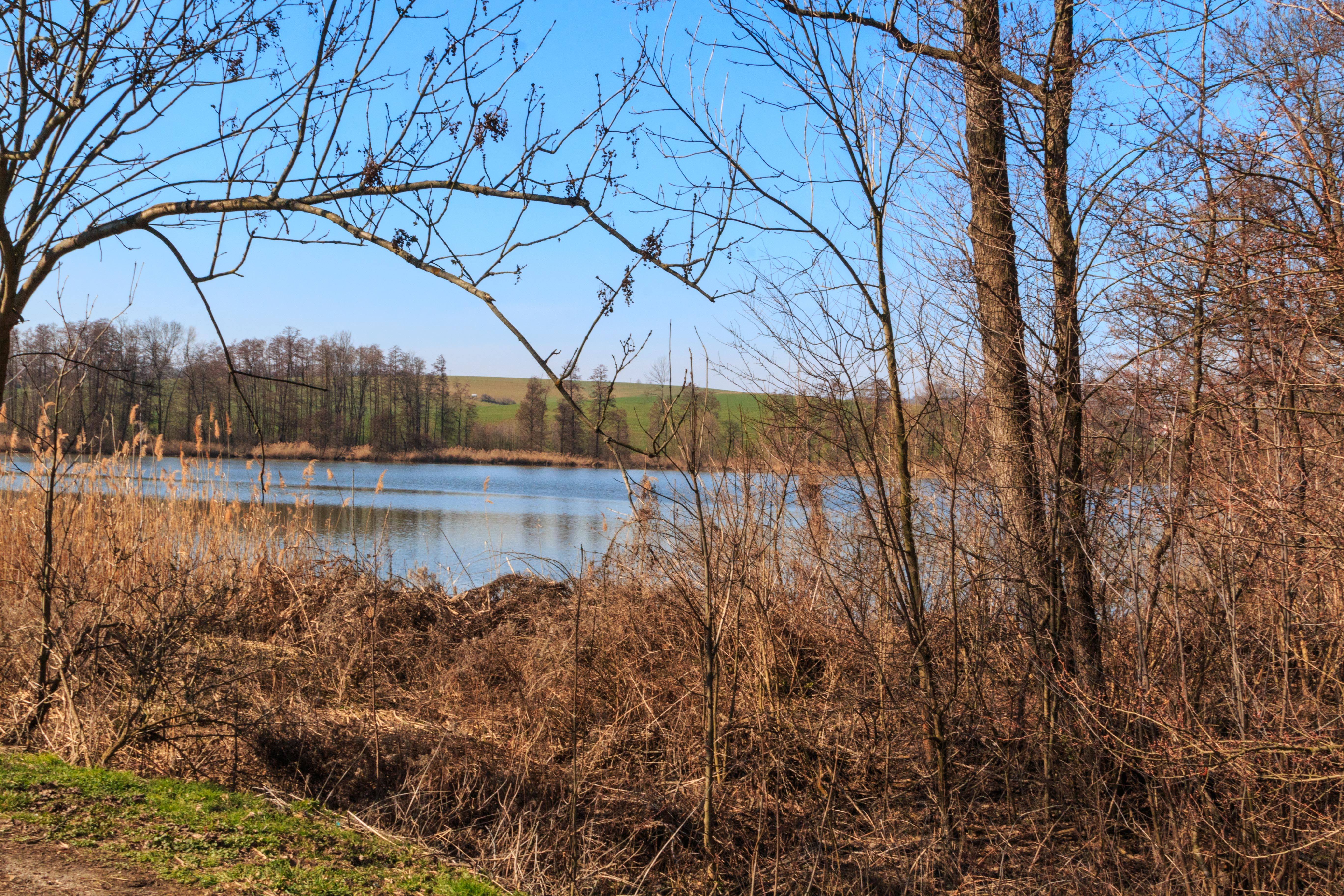
pohled na rybník Šlejferna